# Чижиков, Филипп Васильевич
Филипп Васильевич Чи́жиков (1923—2008) — командир отделения 81-го гвардейского стрелкового полка 25-й гвардейской стрелковой дивизии 6-й армии Юго-Западного фронта, гвардии сержант. Герой Советского Союза.

## Биография
Родился 1 сентября 1923 года в деревне Берёзовка (ныне — Кызылжарский район, Северо-Казахстанская область, Казахстан) в крестьянской семье. Член ВКП(б) с 1943 года. Окончил 7 классов. Работал в колхозе.
В РККА с мая 1942 года. В действующей армии с июля 1942 года. Сражался с немецко-вражескими захватчиками на Юго-Западном и 3 Украинском фронтах, участвовал в форсировании Днепра, в боях уничтожил большое количество противников.
Командир отделения 81-го гвардейского стрелкового полка гвардии сержант Филипп Чижиков в числе первых 26 сентября 1943 года переправился через реку Днепр в районе села Войсковое Солонянского района Днепропетровской области Украины, закрепился на берегу и, отражая контратаки противника, способствовал форсированию реки другими подразделениями.
Указом Президиума ВС СССР от 22 февраля 1944 года за образцовое выполнение боевых заданий командования на фронте борьбы с немецко-вражеским захватчиками и проявленные при этом мужество и героизм гвардии сержанту Чижикову Филиппу Васильевичу присвоено звание Героя Советского Союза с вручением ордена Ленина и медали «Золотая Звезда».
После войны лейтенант Ф. В. Чижиков — в запасе. Жил в городе Ишим Тюменской области, работал в Управлении охраны общественного порядка Министерства внутренних дел, майор внутренней службы.
В последние годы жил в Воронеже. Умер 22 ноября 2008 года. Похоронен на Коминтерновском кладбище.

## Награды
- Герой Советского Союза;
- орден Ленина (22.2.1944);
- орден Отечественной войны I степени (11.3.1985);
- медали.

## Память
На доме № 8/3 по улице Беговой в Воронеже, где жил Герой, установлена мемориальная доска. На территории ИК-6 города Ишима, установлен мемориал.